# وقتی همه می‌خوابیم، کجا می‌ریم؟
وقتی همه می‌خوابیم، کجا می‌ریم؟ (به انگلیسی: When We All Fall Asleep, Where Do We Go?) اولین آلبوم استودیویی از خواننده آمریکایی، بیلی آیلیش است. این آلبوم در ۲۹ مارس ۲۰۱۹ توسط دارک‌روم و اینترسکوپ رکوردز برای ایالات متحده و توسط پالیدور رکوردز برای بریتانیا منتشر گردید. آیلیش به‌طور عمده با برادرش فینیاس اوکانل، که موسیقی آن را در استودیوی اتاق خواب کوچک خود در هایلند پارک، لس آنجلس تهیه کرد، آلبوم را نوشت. از نظر موسیقی، وقتی همه می‌خوابیم، کجا می ریم؟ یک رکورد پاپ، الکتروپاپ، آوانت پاپ و آرت پاپ است، اگرچه همچنین از موسیقی هیپ هاپ نیز برخوردار است. آهنگ‌های آن مضامین مانند جوانان مدرن، اعتیاد به مواد مخدر، شکستن قلب، خودکشی و سلامت روان، با حساسیت غنایی طنز و وحشت را کشف می‌کند. ایلیش گفت که این آلبوم تا حدودی از رویاهای شفاف و وحشت‌های شبانه الهام گرفته شده‌است که در عکس روی جلد منعکس شده‌است.
وقتی همه خوابیم، کجا می‌رویم؟ همچنین یک موفقیت گسترده انتقادی و یکی از تحسین شده‌ترین رکوردهای سال بود، که بسیاری از منتقدان موضوع آن، ترانه‌سرایی، انسجام و سبک آوازی الیش را تحسین می‌کردند. در جوایز گرمی ۲۰۲۰، آلبوم سال، بهترین آلبوم آوازی پاپ و بهترین آلبوم مهندسی، غیر کلاسیک را از آن خود کرد، در حالی که «مرد بد» موفق به کسب جایزه رکورد سال و ترانه سال شد. فیناس همچنین برنده جایزه بهترین تولیدکننده سال، غیر کلاسیک شد. در سال ۲۰۲۰، این آلبوم در رتبه ۳۹۷ لیست ۵۰۰ آلبوم برترین در همه زمان‌ها در مجله رولینگ استون قرار گرفت.
این آلبوم با انتشار هفت تک آهنگ، که چهار مورد از آنها دارای گواهینامه چند پلاتین در ایالات متحده بودند - «باید مرا با تاج ببینی»، «وقتی مهمونی تمام میشه»، «به خاک سپردن یک دوست» و «مرد بد» در سراسر جهان به بازار عرضه شد. آیلیش همچنین چندین تور را برای حمایت از آلبوم آغاز کرد، از جمله تور وقتی همه خوابیم و کجا برویم؟ آلبوم در اولین هفته انتشار در بسیاری از کشورها در جداول قرار گرفت. تا ژوئن ۲۰۱۹، این آلبوم بیش از ۱٫۳ میلیون نسخه در آمریکا فروخته بود و به پرفروش‌ترین آلبوم سال کانادا تبدیل شده بود، در حالی که در جداول انگلستان باعث شده بود آیلیش جوانترین حضور انفرادی زن باشد که در رتبه یک جدول قرار دارد.

## فهرست ترانه
همهٔ ترانه‌ها توسط بیلی آیلیش و فینیاس اوکانل نوشته شده‌است.
| وقتی همه می‌خوابیم، کجا می‌ریم؟ – نسخه استاندارد | وقتی همه می‌خوابیم، کجا می‌ریم؟ – نسخه استاندارد | وقتی همه می‌خوابیم، کجا می‌ریم؟ – نسخه استاندارد | وقتی همه می‌خوابیم، کجا می‌ریم؟ – نسخه استاندارد |
| شماره                                          | نام                                            | نویسنده(ها)                                    | مدت                                            |
| ---------------------------------------------- | ---------------------------------------------- | ---------------------------------------------- | ---------------------------------------------- |
| ۱.                                             | «!!!!!!!»                                      |                                                | ۰:۱۴                                           |
| ۲.                                             | «مرد بد»                                       |                                                | ۳:۱۴                                           |
| ۳.                                             | «زنی»                                          |                                                | ۴:۰۴                                           |
| ۴.                                             | «باید مرا با تاج ببینی»                        |                                                | ۳:۰۱                                           |
| ۵.                                             | «همه دختران خوب به جهنم می‌روند»                |                                                | ۲:۴۹                                           |
| ۶.                                             | «کاش گی بودی»                                  |                                                | ۳:۴۲                                           |
| ۷.                                             | «وقتی مهمونی تموم میشه»                        | فینیاس اوکانل                                  | ۳:۱۶                                           |
| ۸.                                             | «۸»                                            |                                                | ۲:۵۳                                           |
| ۹.                                             | «اعتیاد عجیب من»                               | فینیاس اوکانل                                  | ۳:۰۰                                           |
| ۱۰.                                            | «به‌خاک‌سپردن یک دوست»                           |                                                | ۳:۱۳                                           |
| ۱۱.                                            | «ایلومیلو»                                     |                                                | ۲:۳۶                                           |
| ۱۲.                                            | «قبل از رفتن من گوش کن»                        |                                                | ۴:۰۳                                           |
| ۱۳.                                            | «دوستت دارم»                                   |                                                | ۴:۵۲                                           |
| ۱۴.                                            | «خداحافظ»                                      |                                                | ۱:۵۹                                           |
| مجموع مدت:                                     | مجموع مدت:                                     | مجموع مدت:                                     | ۴۲:۴۸                                          |

| وقتی همه می‌خوابیم، کجا می‌ریم؟ – نسخه ترانه جایزه ژاپن | وقتی همه می‌خوابیم، کجا می‌ریم؟ – نسخه ترانه جایزه ژاپن | وقتی همه می‌خوابیم، کجا می‌ریم؟ – نسخه ترانه جایزه ژاپن |
| شماره                                                 | نام                                                   | مدت                                                   |
| ----------------------------------------------------- | ----------------------------------------------------- | ----------------------------------------------------- |
| ۱۵.                                                   | «بیا بیرون و بازی کن»                                 | ۳:۳۰                                                  |
| ۱۶.                                                   | «وقتی بزرگتر بودم»                                    | ۴:۳۰                                                  |
| مجموع مدت:                                            | مجموع مدت:                                            | ۵۰:۴۸                                                 |